# Lamorville
Lamorville är en kommun i departementet Meuse i regionen Grand Est (tidigare regionen Lorraine) i nordöstra Frankrike. Kommunen ligger i kantonen Vigneulles-lès-Hattonchâtel som tillhör arrondissementet Commercy. År 2022 hade Lamorville 276 invånare.

## Befolkningsutveckling
Antalet invånare i kommunen Lamorville
| Referens: INSEE |